# Corvina (vitigno)
Il Corvina è un vitigno a bacca nera autoctono del territorio di Verona e base fondamentale per i vini: Bardolino, Bardolino Chiaretto e della Valpolicella tra i quali il più famoso Amarone della Valpolicella.
Nella composizione degli uvaggi può essere presente nella misura dal 45% al 95%.
È possibile produrre anche dei vini utilizzando come uvaggio la sola Corvina Veronese, e questi non rientrano più nel disciplinare del Valpolicella ma sono degli IGT. L'uva può essere vinificata sia fresca che passita.

## Caratteristiche ampelografiche
- Portamento semieretto
- Foglia media, pentalobata, con seno peziolare a lira o a U leggermente aperto.
- Grappolo medio, con peso di circa 200 – 250 grammi, cilindrico – piramidale, alato.
- Acino di medie dimensioni, ellissoideo, buccia spessa e consistente, blu – nera, pruinosa.

## Fenologia e caratteristiche agronomiche
La Corvina è varietà a germogliamento tardivo e maturazione medio tardiva (fine settembre –
inizio ottobre). La vigoria è buona e la produttività costante. Caratteristica specifica del vitigno è la scarsa fertilità delle gemme basali del tralcio, pertanto la Corvina necessita di forme di allevamento con rinnovo annuale del tralcio e potatura lunga.
Mediamente sensibile alle crittogame della vite ma notevolmente sensibile allo stress idrico e alle scottature da sole degli acini.
Buona l'attitudine delle uve all'appassimento.

## Storia
Non si conoscono le origini precise della Corvina, ma le prime notizie sulla sua coltivazione in Valpolicella sono riportate dal Pollini nel 1824. Sicuramente è un vitigno legato alla viticoltura veronese fin dall'antichità, essendo la varietà principale sia dell'uvaggio Valpolicella che del Bardolino.

## Selezione clonale
Considerando le antiche origini della Corvina abbiamo una notevole variabilità genetica che ha permesso di selezionare numerosi cloni. Oggi riconosciute sono le selezioni clonali: Rauscedo 6, ISV-CV 7, ISV-CV 13, ISV-CV 48, ISV-CV 78, ISV-CV 146. Tra queste le più diffuse, per le apprezzate attitudini enologiche, sono ISV-CV 7, ISV-CV 48 e, in misura minore, ISV-CV 13.

## Portinnesti
Ottima l'affinità d'innesto con Kober 5BB, SO4 e 420A; buona con 1103P, 140 Ru e 41B.